# Космос-1
Космос-1 (00266 / 1962 Тэта1, Спутник-11) — первый советский спутник военно-прикладного назначения серии «Космос», типа «ДС-2» серийный № 1. Был запущен 16 марта 1962 года с космодрома Капустин Яр, стартовый комплекс «Маяк-2» ракетой-носителем «Космос 63С1». 25 мая 1962 года прекратил существование, сгорев в плотных слоях атмосферы.

## Первоначальные орбитальные данные спутника
- Перигей — 217 км
- Апогей — 980 км
- Период обращения вокруг Земли — 96,35 минуты
- Угол наклона плоскости орбиты к плоскости экватора Земли — 49°

## Аппаратура, установленная на спутнике
Радиоаппаратура для исследования ионосферы.